# Pierre de la Rue
Pierre de la Rue (c. Tournai, 1452 — Kortrijk, 20 de Novembro de 1518) foi um compositor franco - flamengo do Renascimento.